# 香川県立亀鶴公園
香川県立亀鶴公園（かがわけんりつきかくこうえん）は香川県さぬき市長尾名にある香川県立の都市公園（風致公園）である。県立公園指定日は1949年6月1日。

## 概要

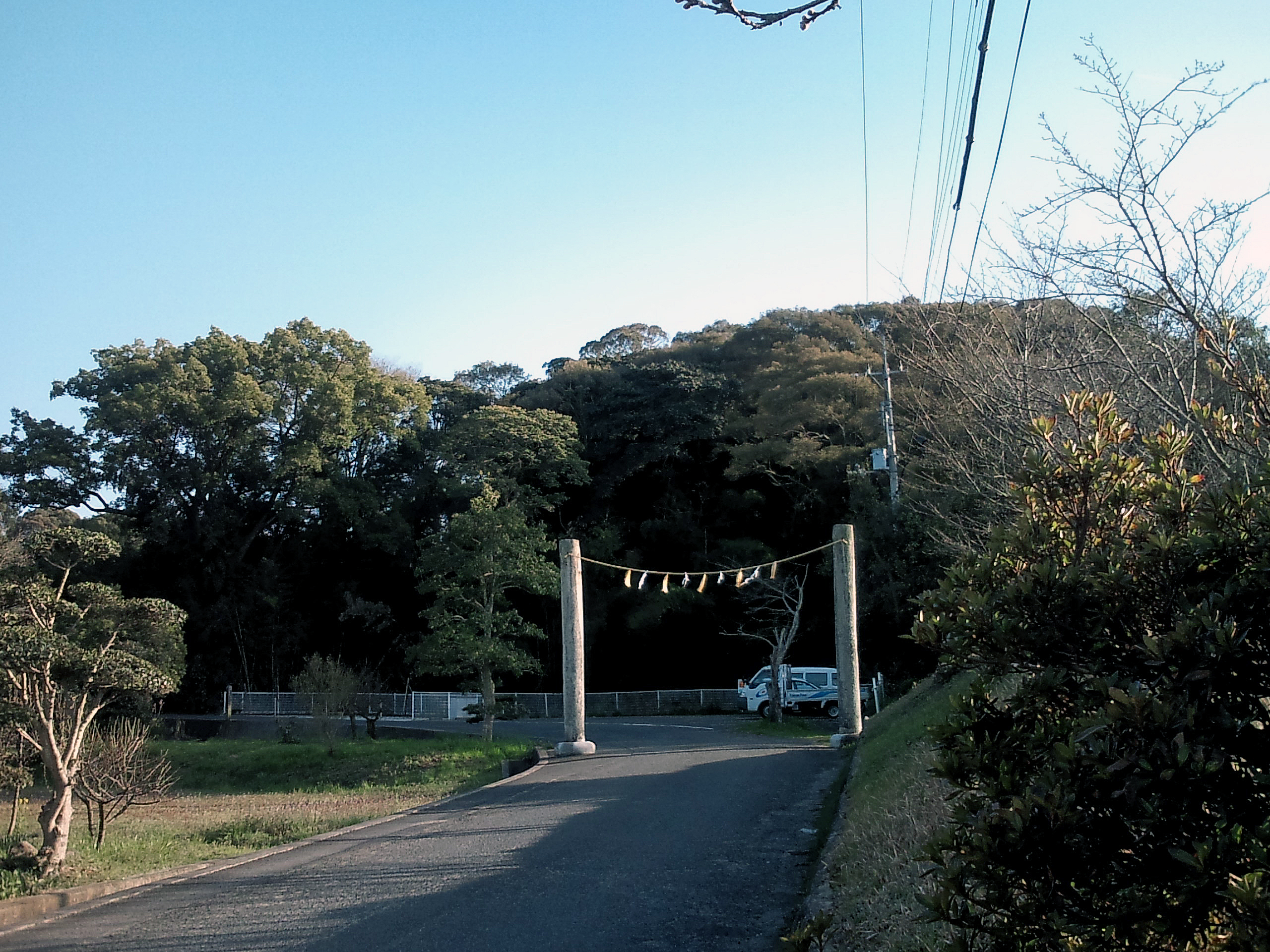
亀鶴公園北側入口と鶴ガ山

亀鶴公園は東讃地域（香川県東部地域）の名勝としても知られており、「宇佐神社」と「宮池」を中心にして面積18.98ha（市有地16.63ha、神社所有地2.35ha）に及ぶ公園である。
公園の西方には鶴が飛ぶ姿に見える「鶴ガ山」があり、池に浮かぶ「亀島」が亀に見えることから、「亀鶴公園」と名付けられた。
また公園周辺の丘陵地を含めると面積約33haにも及ぶ。敷地には「さくら並木」「ハナショウブ園」をはじめ、300本を超える樹種が確認されたこともある自然林が豊かな「亀島」などがある。東讃地方きっての桜の名所で、とくに亀島側と宇佐神社側を結ぶ堤塘は幅20m、長さ300mに渡り両側に桜（ソメイヨシノ）約300本植樹されており、大勢の花見客で賑わう、中核部分となっている。
とりわけ花の季節には亀島側と長尾総合公園を結ぶ「さくら橋」がライトアップされたり、噴水が稼働する。

## 地理
香川県道279号三木寒川線（さぬき新道）沿い

### 位置
- 香川県さぬき市長尾名1673番地1付近[3]

### 交通
- 高松琴平電気鉄道長尾線長尾駅より車で約5分。
- JR四国高徳線造田駅より車で約10分
- 高松自動車道志度インターチェンジより香川県道3号志度山川線経由「長尾名交差点」左折10km約15分。
- さぬき市コミュニティバス 志度～多和線（緑ルート）亀鶴公園バス停下車すぐ。

### 駐車場
250台（無料）。公園北側、公園中央（宇佐神社前）、公園南側の駐車場が利用できる。また、長尾総合運動公園駐車場も利用可能である。イベントが行われる際は公園南西側駐車場が閉鎖されることがある。

## 歴史

### 公園の歴史

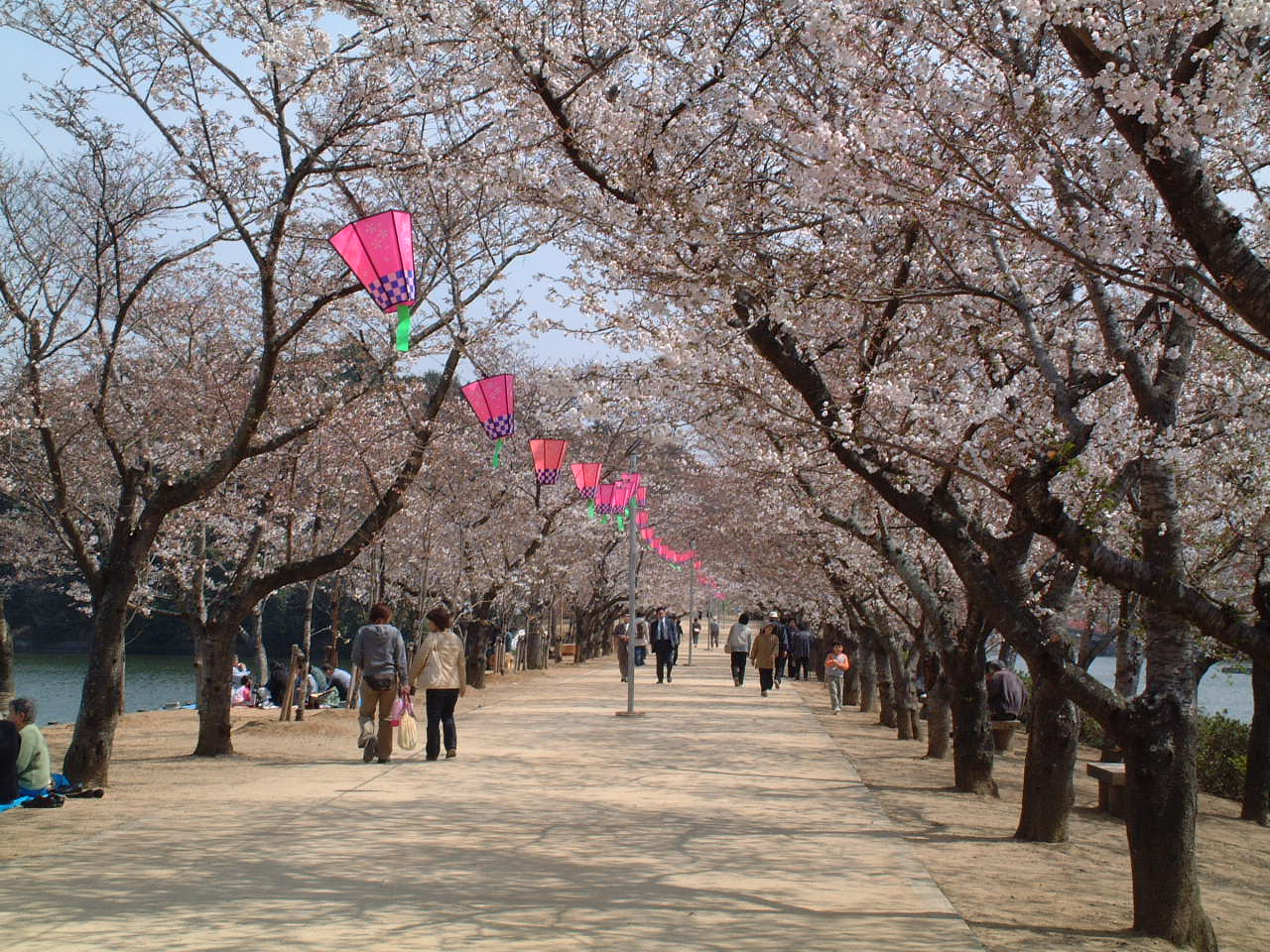
亀鶴公園の桜と花見をする観光客

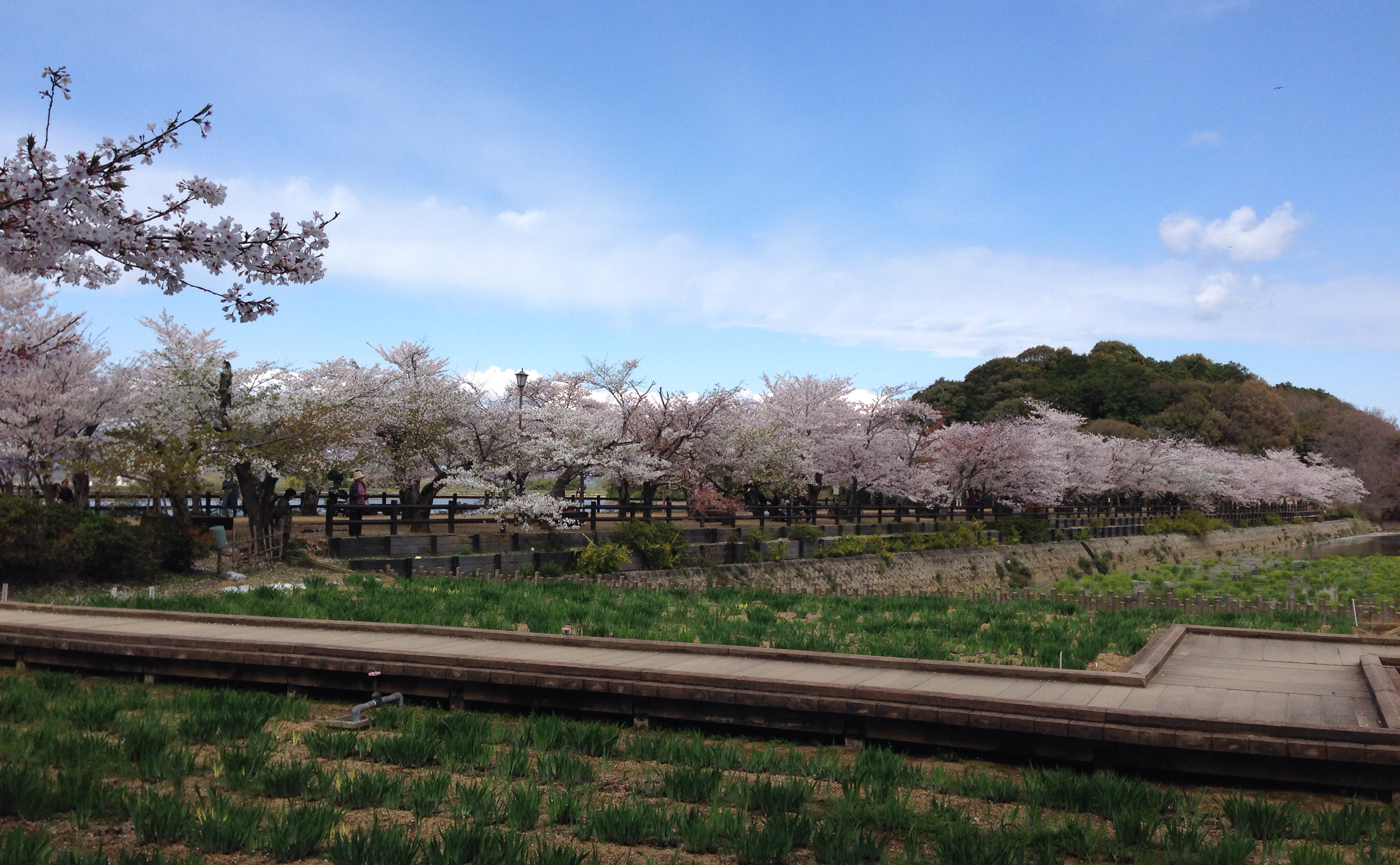
中堤の桜並木
2014年4月6日撮影

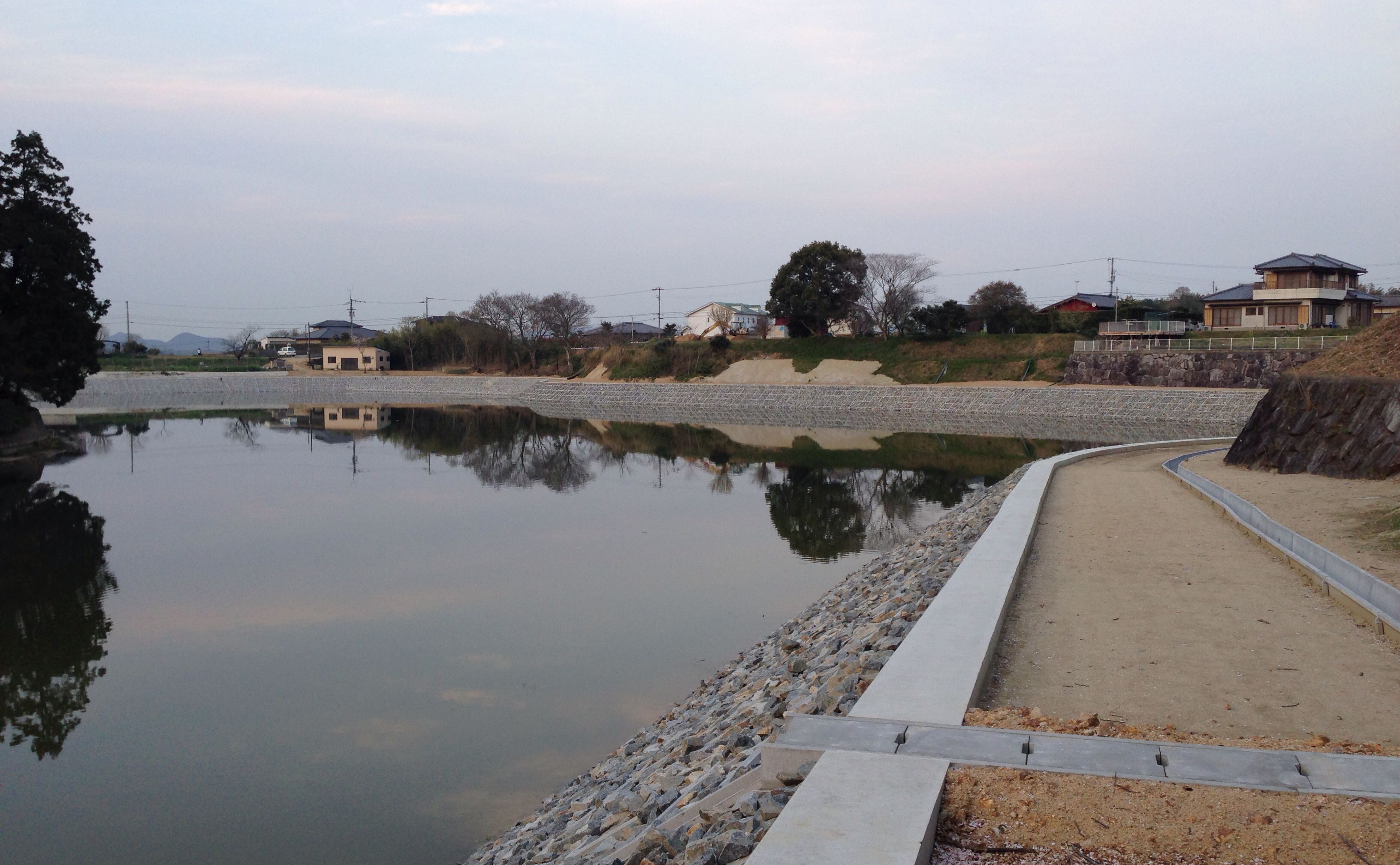
さくら橋より東〜北方面に伸びる遊歩道
2014年4月8日現在未完成。

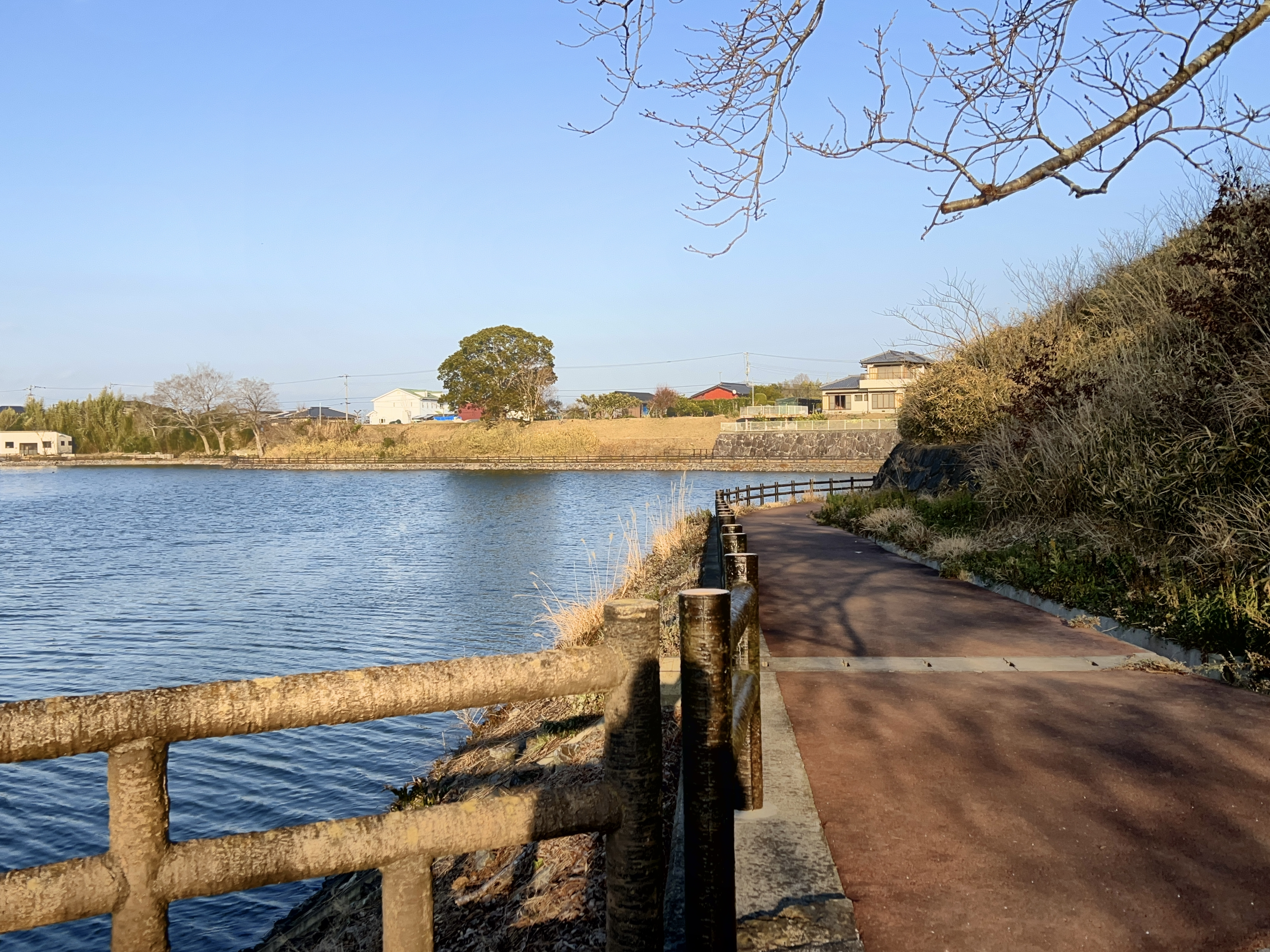
さくら橋より東?北方面に伸びる遊歩道
2022年1月28日現。

- 7世紀頃 - 亀鶴古墳群が作られたと推測されている。
- 1364年 - 細川頼之が八幡池（現在の宮池）を大改修する。八幡池の南限は現在のさくら並木の堤塘であったとされる。[4]
- 明治はじめ頃 - 競馬場になっていたとされている。[4]
- 1913年（大正2年） - 香川新報社（現在の四国新聞社）主催「讃岐十景」入選。
- 1921年（大正10年） - 「長尾町立公園」へ指定。「公園保勝会」結成。
- 1927年（昭和2年） - 国立公園調査委員であった田村林学博士と猪瀬技師が公園を視察。「名園たる資格あり」と推賞された。
- 1929年（昭和4年）4月7日 - 衆議院議員小西和（瀬戸内海論著者）が公園入口に「櫻ノ碑」を建てる。[5]
- 1931年（昭和6年） - 香川県治水山林会より「森林植物見本林」として指定された。
- 1932年（昭和7年） - 長尾町と公園保勝会が香川県立公園指定の請願運動を開始。満州事変や日中戦争により運動は中止された。
- 1947年（昭和22年）1月 - 「荒廃した名園を復興させる議」が起こる。公園保勝会が県立公園指定へ請願する必要上で「長尾観光協会」と改称の上再発足し、指定運動を展開した。結果、香川県土木部山下・中村両技師の下調査が実施された。
- 1947年（昭和22年）3月 - 実地調査に香川県藤田土木部長・黒瀬観光課長・松井監理課長・村尾渉外部主事・江口観光会社専務・中村技師ほか一行が来園。調査結果県議会に上程することになり、各議員の実地調査を受けることとなる。
- 1947年（昭和22年）11月 - 香川県議会篠原土木委員長ほか一行20名が実地調査に来園。しかし県議会の審議は進展しなかった。この年、香川県主催の「新讃岐十景」の選考があり、再度入選した。
- 1949年（昭和24年）4月 - 桜の開花期を迎えるに当たり関係者が来園。
- 1949年（昭和24年）5月24日 - 香川県議会において満場一致で香川県立公園に指定されることに決定。
- 1949年（昭和24年）6月1日 - 香川県立公園に指定。
- 1954年（昭和29年）4月19日 - 第1回花火大会が長尾町商工会主催で開催され、以降毎年開催された。
- 1959年（昭和34年）4月15日 - 第6会花火大会が開催されたが、翌年よりやむなく中止された。
- 1960年（昭和35年）5月 - 長尾町の補助により長尾町商工会が中心となり、桜など数百本を補植。
- 1967年（昭和42年）3月 - 中堤南側護岸工事と桜の植え替えを実施。亀島一帯を客土して休憩亭を設置。
- 1967年（昭和42年）11月28日 - 香川県議会観光事業促進特別委員会一行10名が来園調査。
- 1969年（昭和44年）3月 - 中堤北側護岸工事と桜の植え替えを実施。
- 1979年（昭和54年） - 新堤改良工事を実施。
- 1980年（昭和55年） - 南側池の一部を埋め駐車場を設置。
- 1980年（昭和55年） - 花鎮祭が行われる。以後毎年4月上旬に行われている。[6]
- 1995年（平成7年）3月 - 新堤改良工事竣工。亀鶴橋[7]架設。
- 2014年（平成24年） - 宮池のさくら橋より東から北方面に延びる遊歩道の整備工事が行われている（写真参照）。これにより、池を一周できるようになる予定。

### 亀鶴古墳群
亀鶴古墳群は、7世紀頃に作られたと推測される古墳群である。公園内の宇佐神社一帯の「宇佐八幡神社古墳群」（25基）と、宮池の中央にある亀島全体の「亀島古墳群」（25基）の合計50基が残っている。このうち発掘の記録があるものは亀島の頂上にあったものだけで、大部分は盗掘されてしまっており、内容が不明である。大川郡史によれば、明治時代に亀島の神事場造成の際の発掘で、金環、銀環、土器、刀剣、鏃、その他が出土したと記載されているが、出土品については現在手がかりがなく、行方不明となっている。古墳の詳しい数、形式、大きさなどの詳しい調査はまだ行われていない。

### 細川頼之と宮池の大改修
細川清氏が室町幕府から失脚すると、これを機に北朝から南朝へ帰順し、阿波に帰った。その後、1362年阿波から讃岐に来て、高屋城（坂出市）に出陣した。この際、西長尾城（まんのう町）に居た中院源少将と呼応したため、室町幕府2代将軍足利義詮は細川頼之に討たせることとした。細川清氏の遺骸は宝蔵院極楽寺（宮池の北方にある）から引導を渡し、葬られた。その後細川頼之は、宝蔵院を遺徳に感じ、また、民治に心を配った。そして1364年3月24日から4月29日という極めて短時間の間に、東讃六郡の人夫に命令し、宮池を大改築したとされる。

## 施設
- 駐車場 - 250台（無料）
- 公衆トイレ - 3ヵ所（身体障害者用あり）
- 飲料自動販売機 - 1ヵ所2台

## 公園で行われるイベント

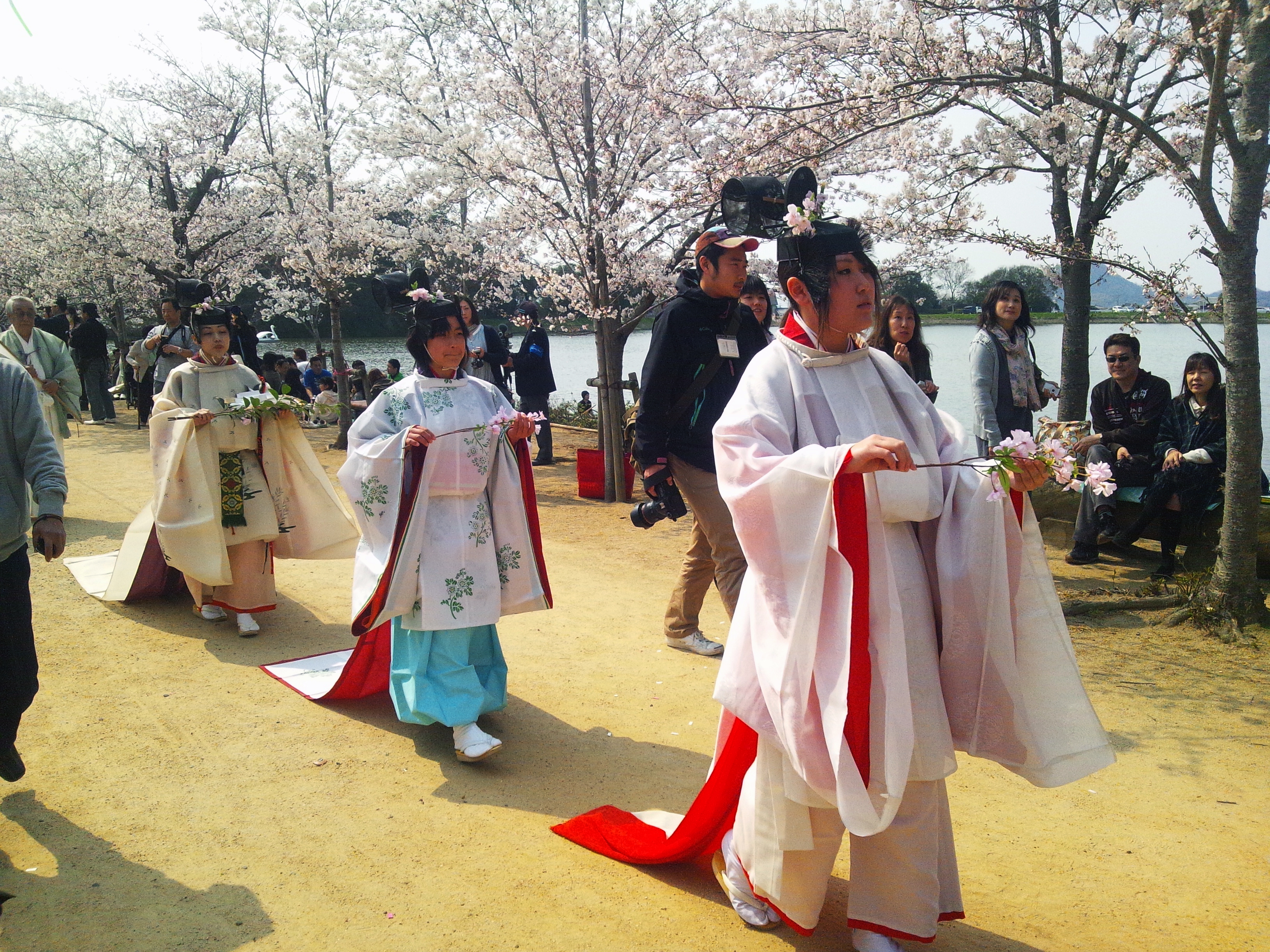
宇佐神社花鎮祭（2012年）。 桜並木を通過する。

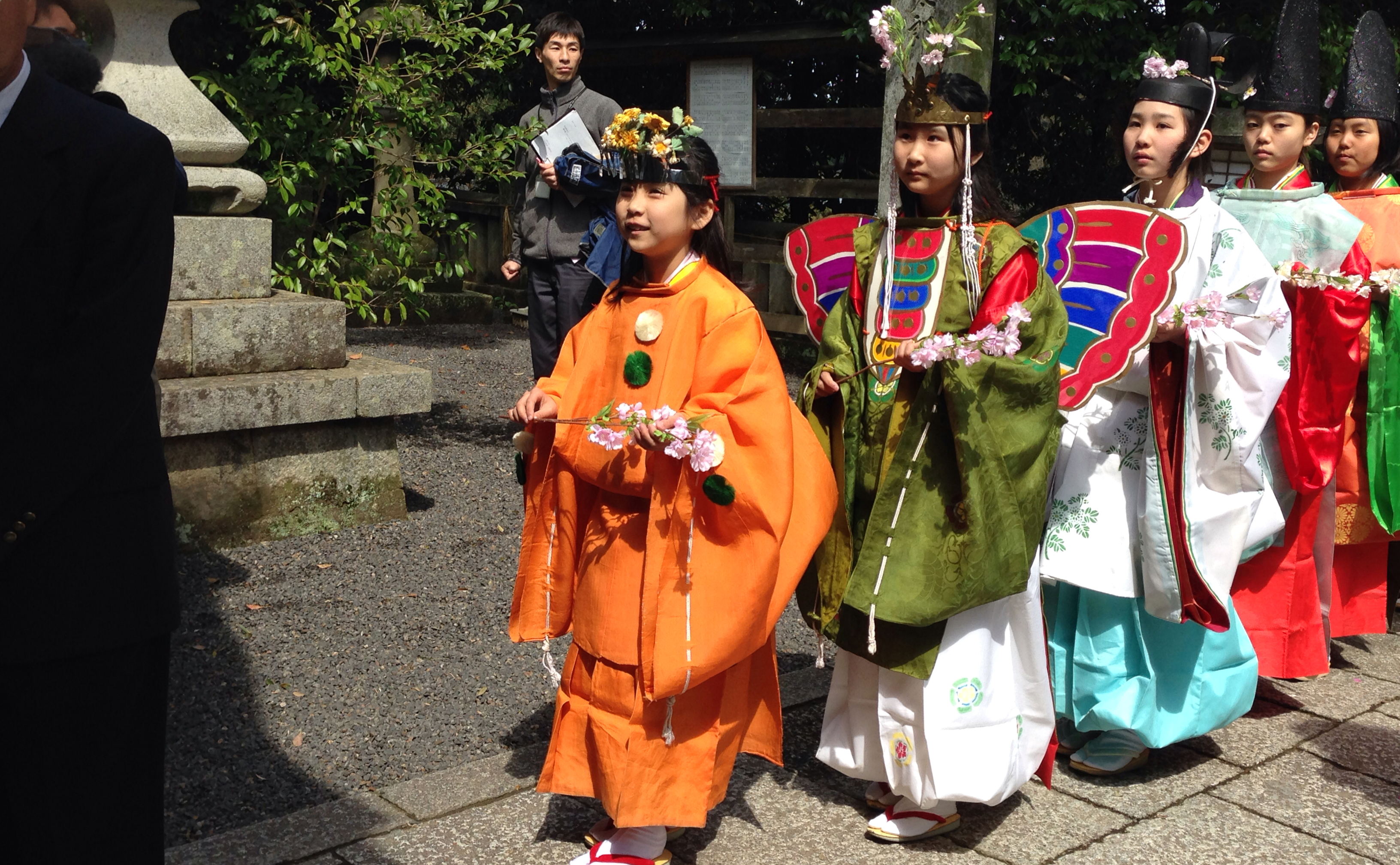
宇佐神社花鎮祭（2014年）。 雨天祭事のため桜並木は通過せず本殿までの短い行列となる。

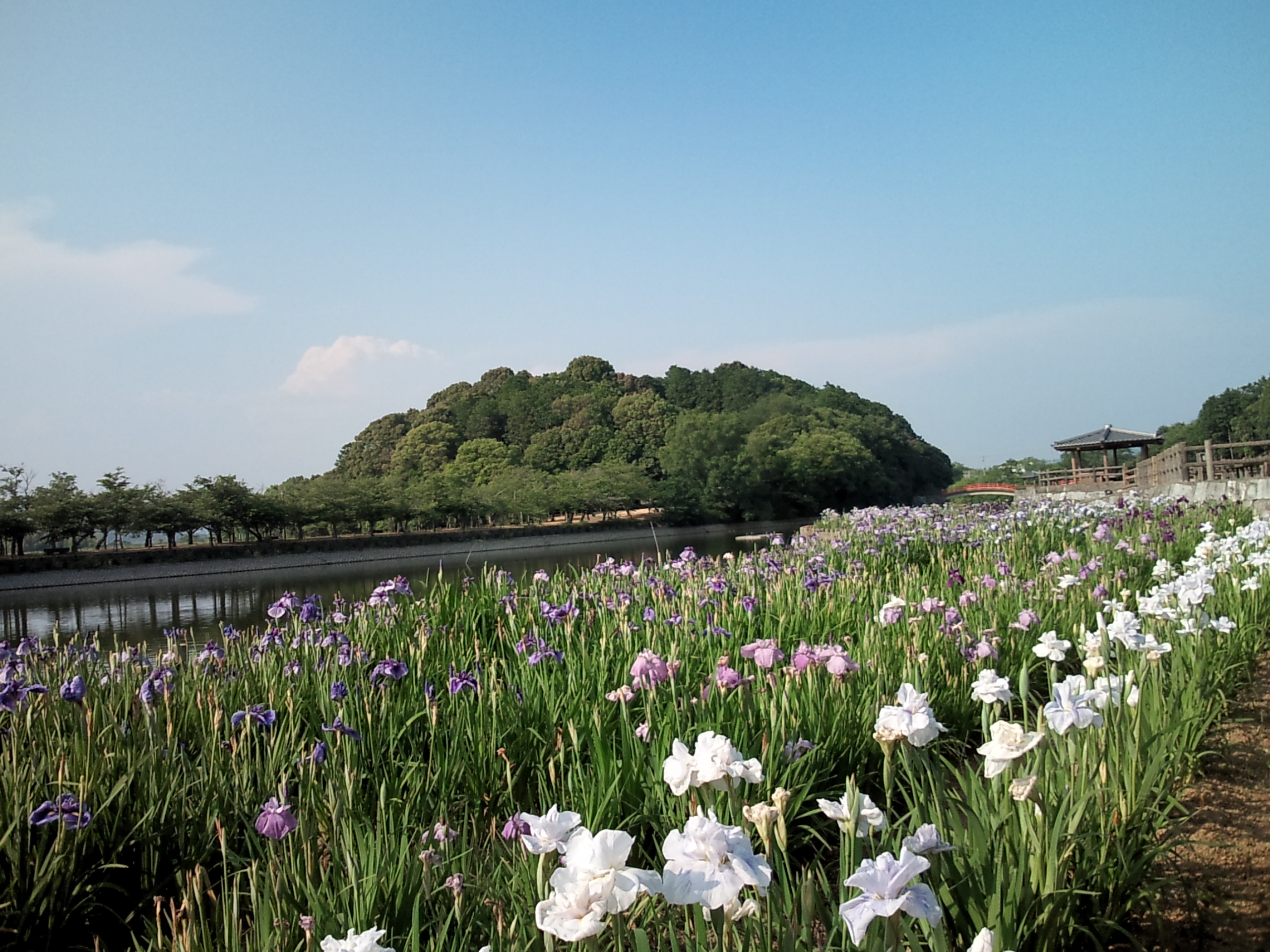
公園内のハナショウブ

- 4月第1日曜日 - 「宇佐神社鎮花祭」（主催：宇佐神社）
  - 桜の花が散る頃に流行する病を鎮めるために行われる祭り。平安装束を着た「さくら娘」や甲冑の少年等大勢が桜並木下を歩き、巫女舞などが行われる。雨天や天候不順の場合は、雨天祭事となり桜並木の下を歩く行列は見ることはできない（右写真参照）。
- 6月第1日曜日、6月第2日曜日 - 「さぬき市長尾ショウブまつり」（主催：ショウブまつり実行委員会）
  - 公園内ハナショウブの見学、即売。各種イベントが行われる。期間中南西側駐車場は閉鎖される（特設ステージ設置）。
- 10月第1日曜日 - 「宇佐神社神幸祭」（主催：宇佐神社）
  - いわゆる「秋祭り」。巫女舞、獅子舞など。
- 10月下旬 - 「かぐや姫カーニバル長尾」（主催：かぐや姫カーニバル実行委員会）
  - 旧長尾町の「竹のまち」をPRするイベントを引き継いだもの。十二単を着た「ミス・かぐや姫」（さぬき市観光大使：公募）や子供かぐや姫（公募）の「かぐや姫パレード」などのイベントなどが行われる。期間中南西側駐車場は閉鎖される（特設ステージ設置）。

各種イベント期間中、および、花見シーズンは公園内の市道（宇佐神社北側鳥居の北側交差点から香川県道279号三木寒川線までの区間）が歩行者専用道路になり、一般車両は進入禁止になることがある。

## 隣接する施設
- ツインパルながお - 香川県大川圏域健康生きがい中核施設。温泉、プール、フィットネス、食事、会議、アリーナ（体育館）がある。選挙の開票場としても使用される。
- 長尾総合公園 - 運動公園。野球場、テニスコート、多目的広場（主にサッカー）、野外ステージ、野外炊飯施設、パターゴルフ、研修センター等がある。
- コテージさくらの里 - コテージ（宿泊施設）
- 宇佐神社 - 本公園内にある神社。
- 長尾断層 - 香川県最大の活断層で、断層面が見学できる。

## ギャラリー

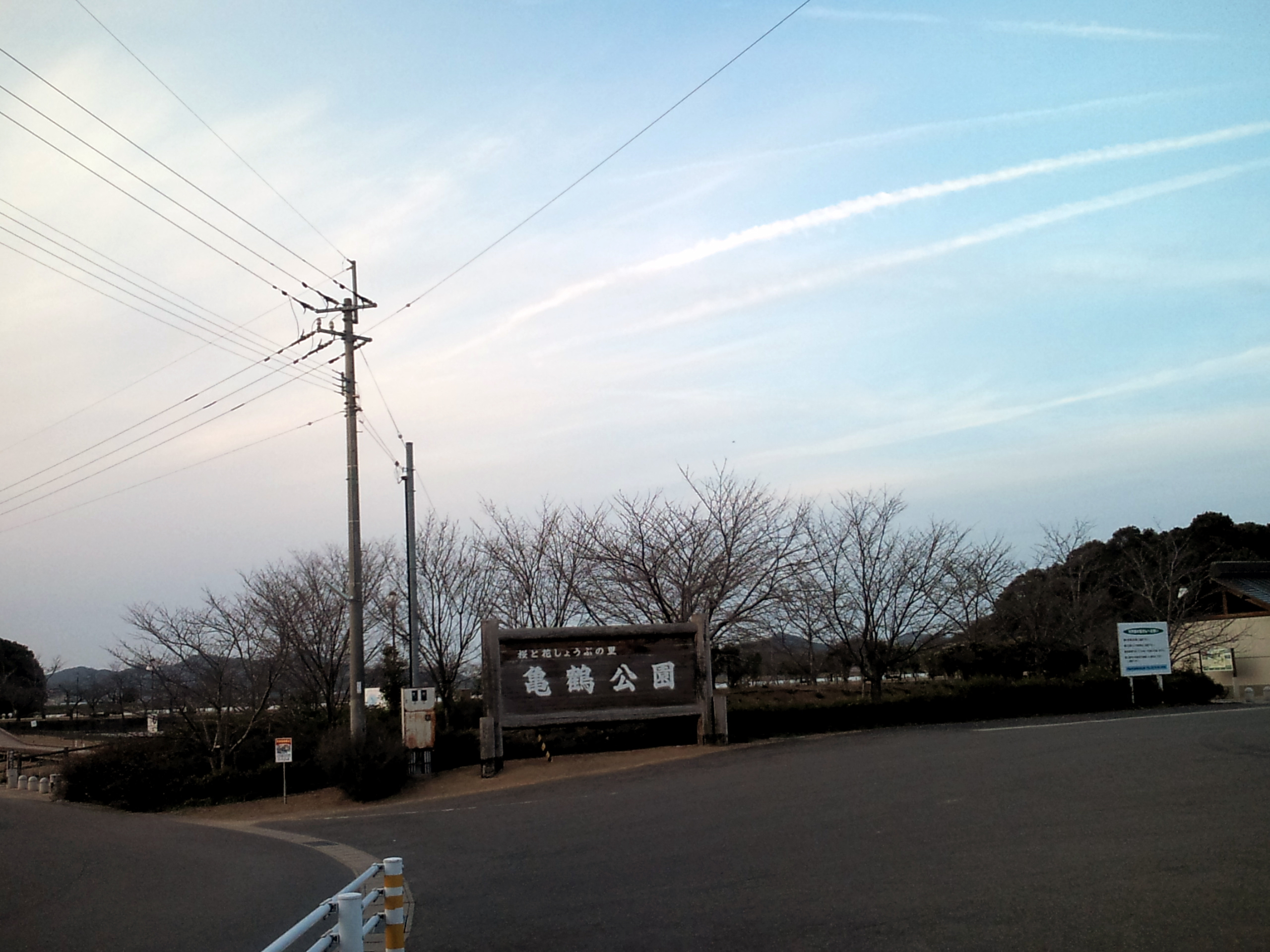
亀鶴公園の南側入口
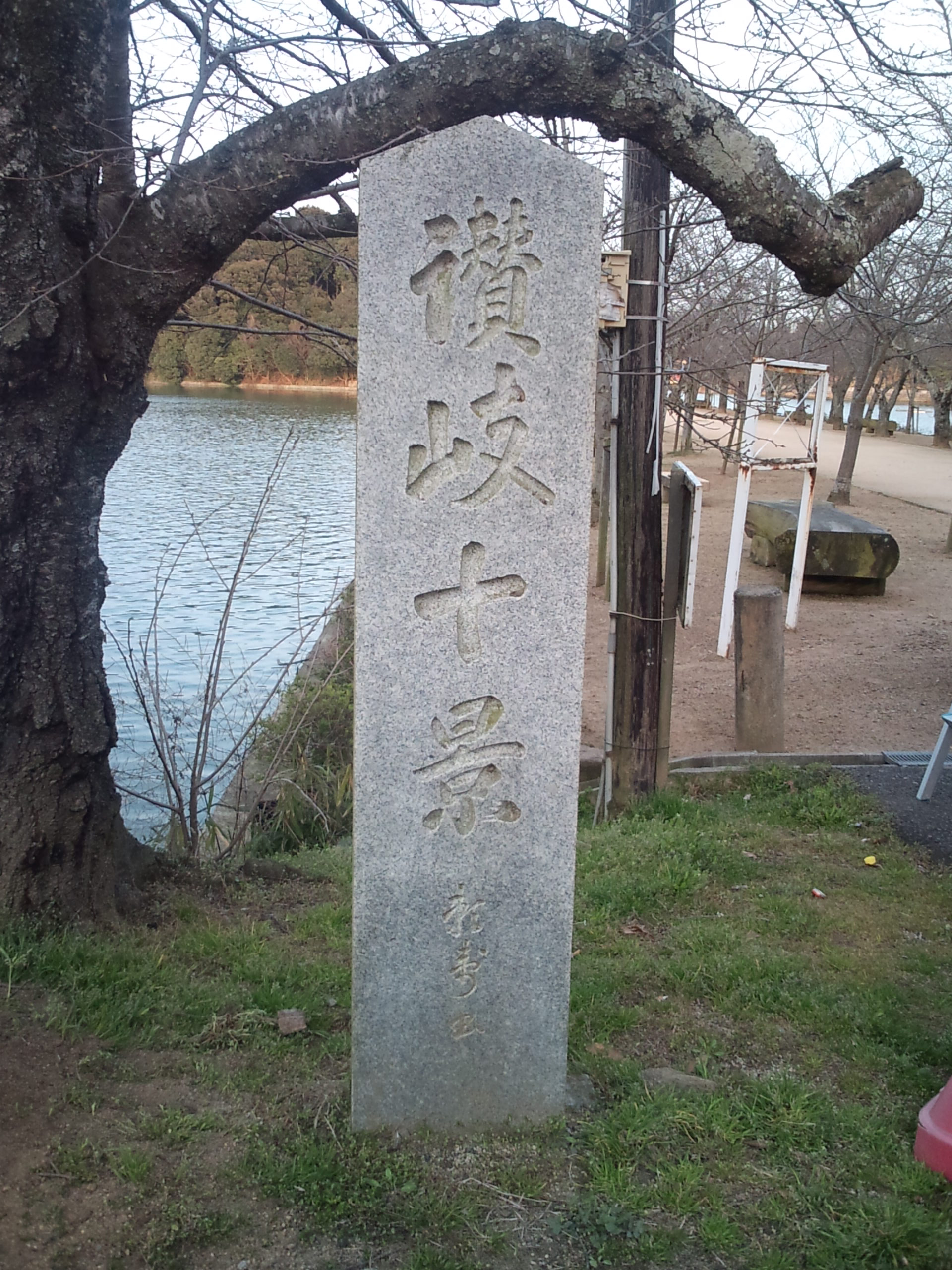
讃岐十景の石碑
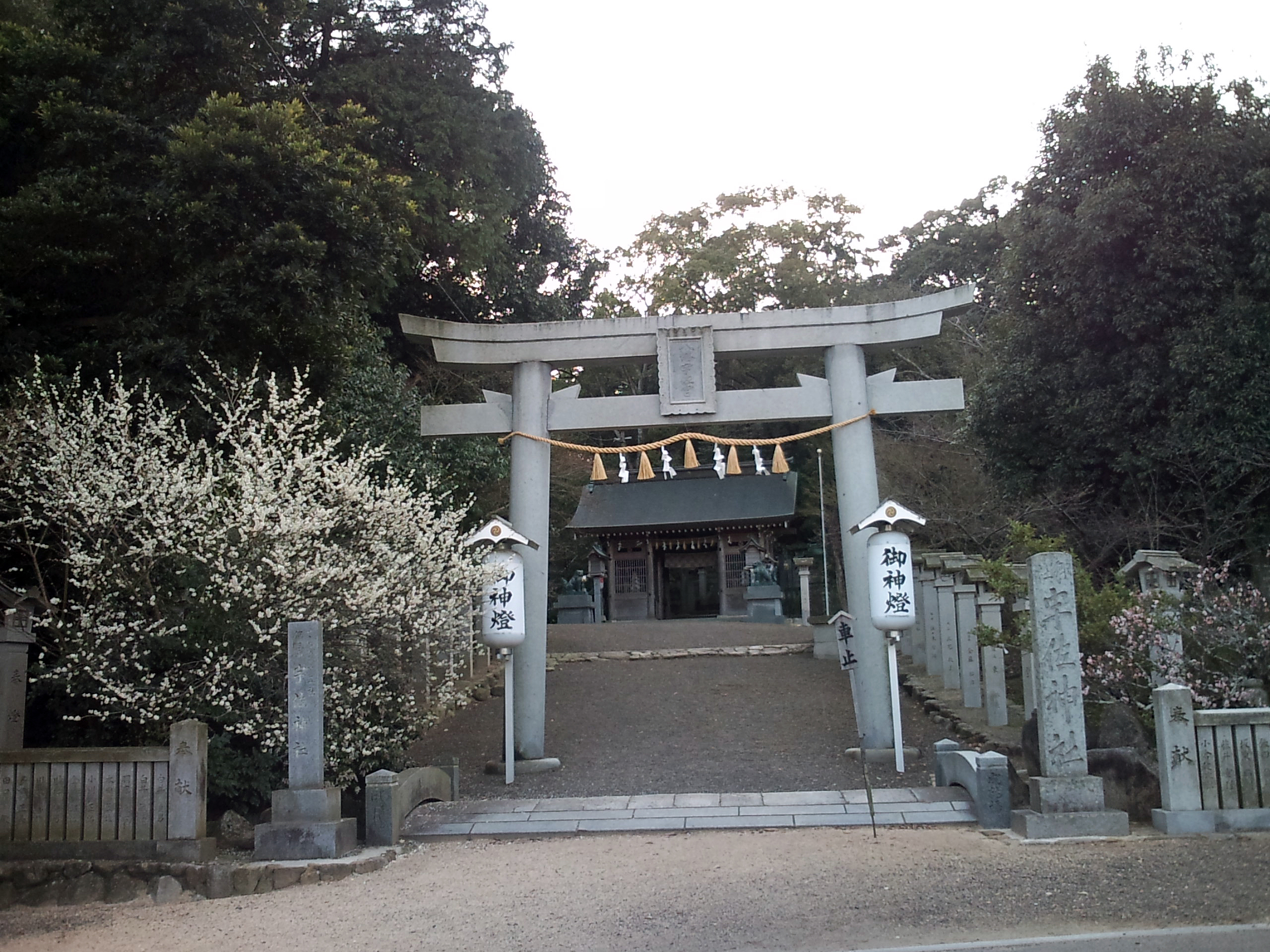
宇佐神社入口
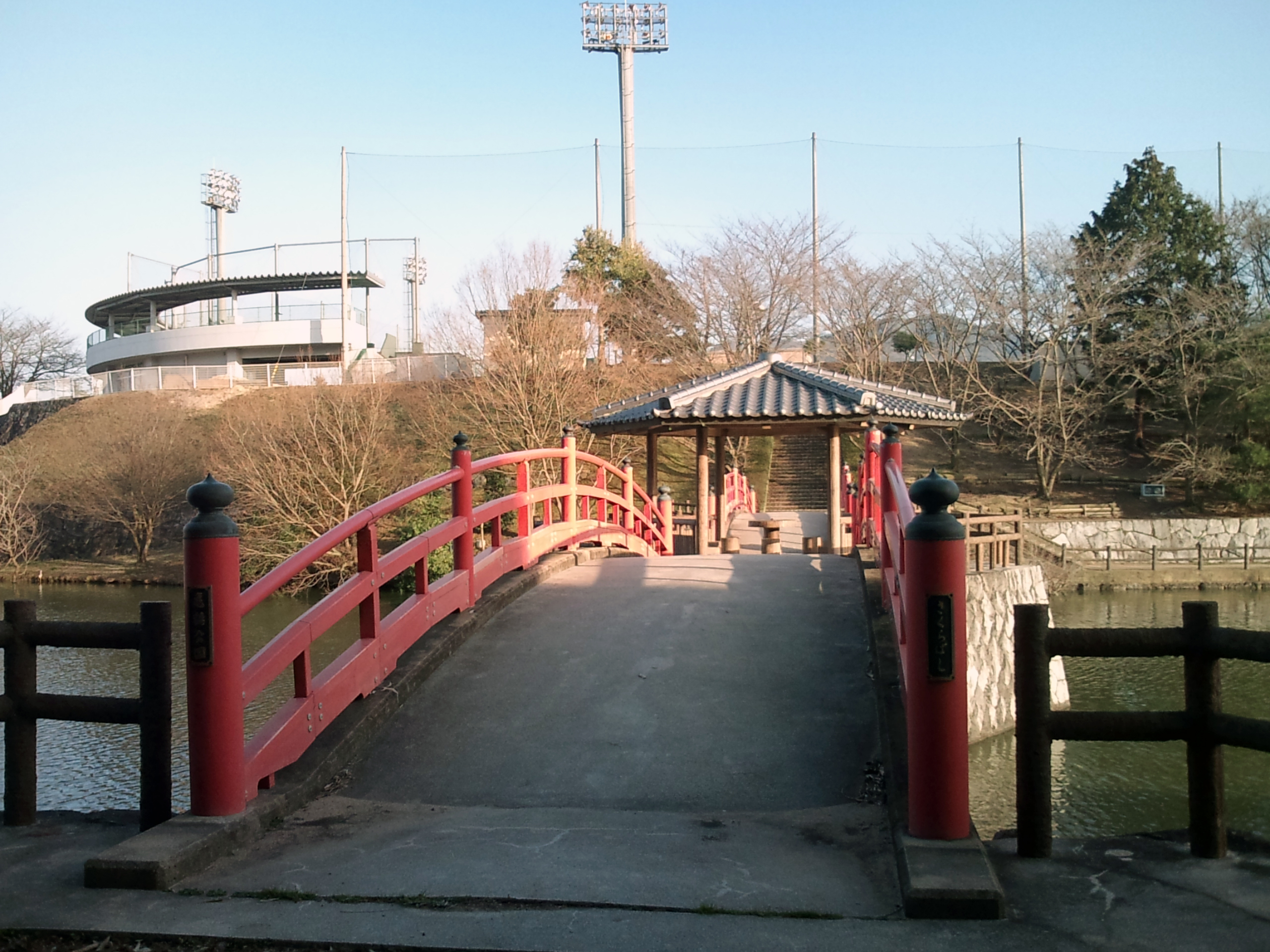
さくら橋（北側から）
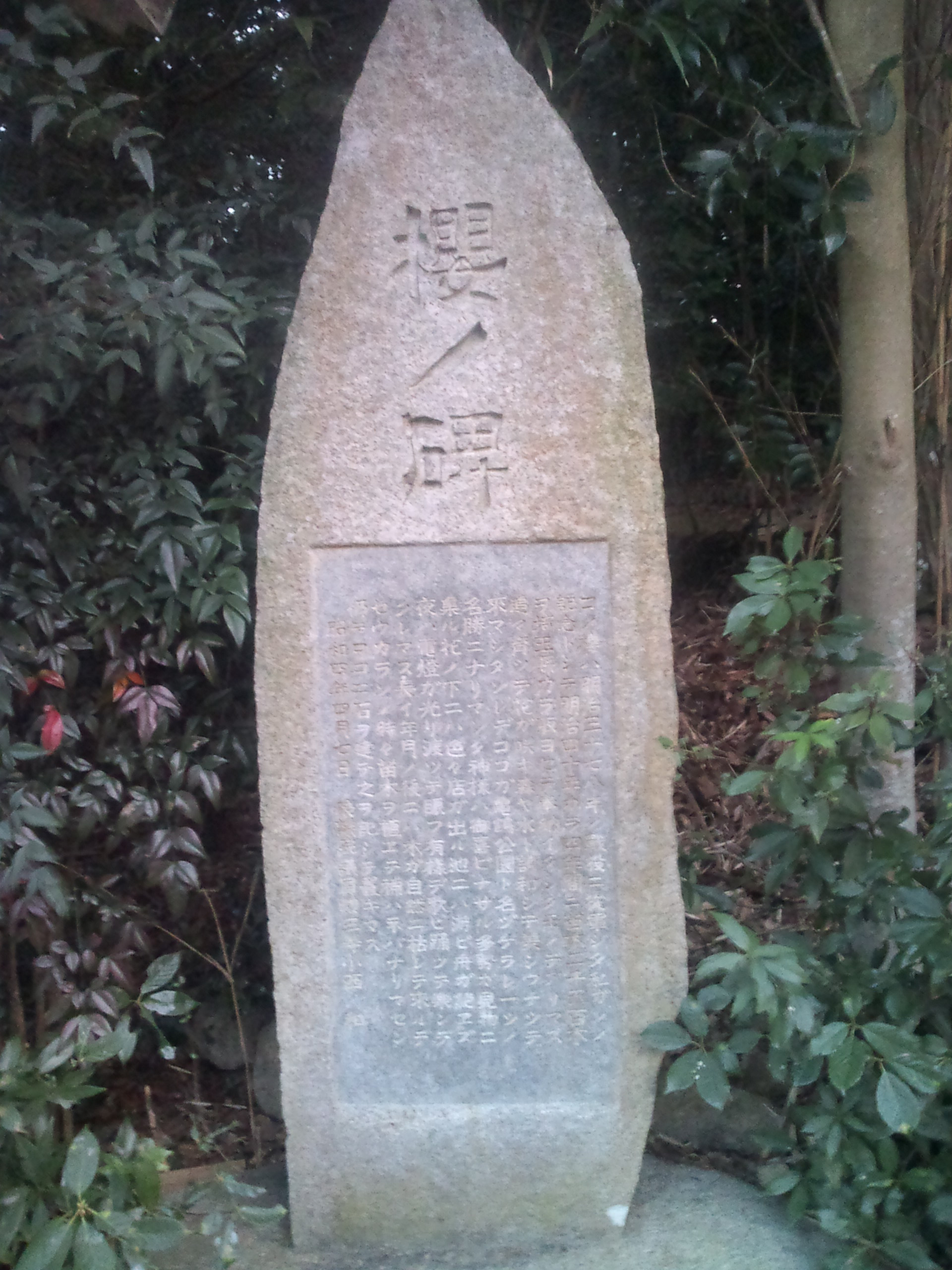
櫻ノ碑
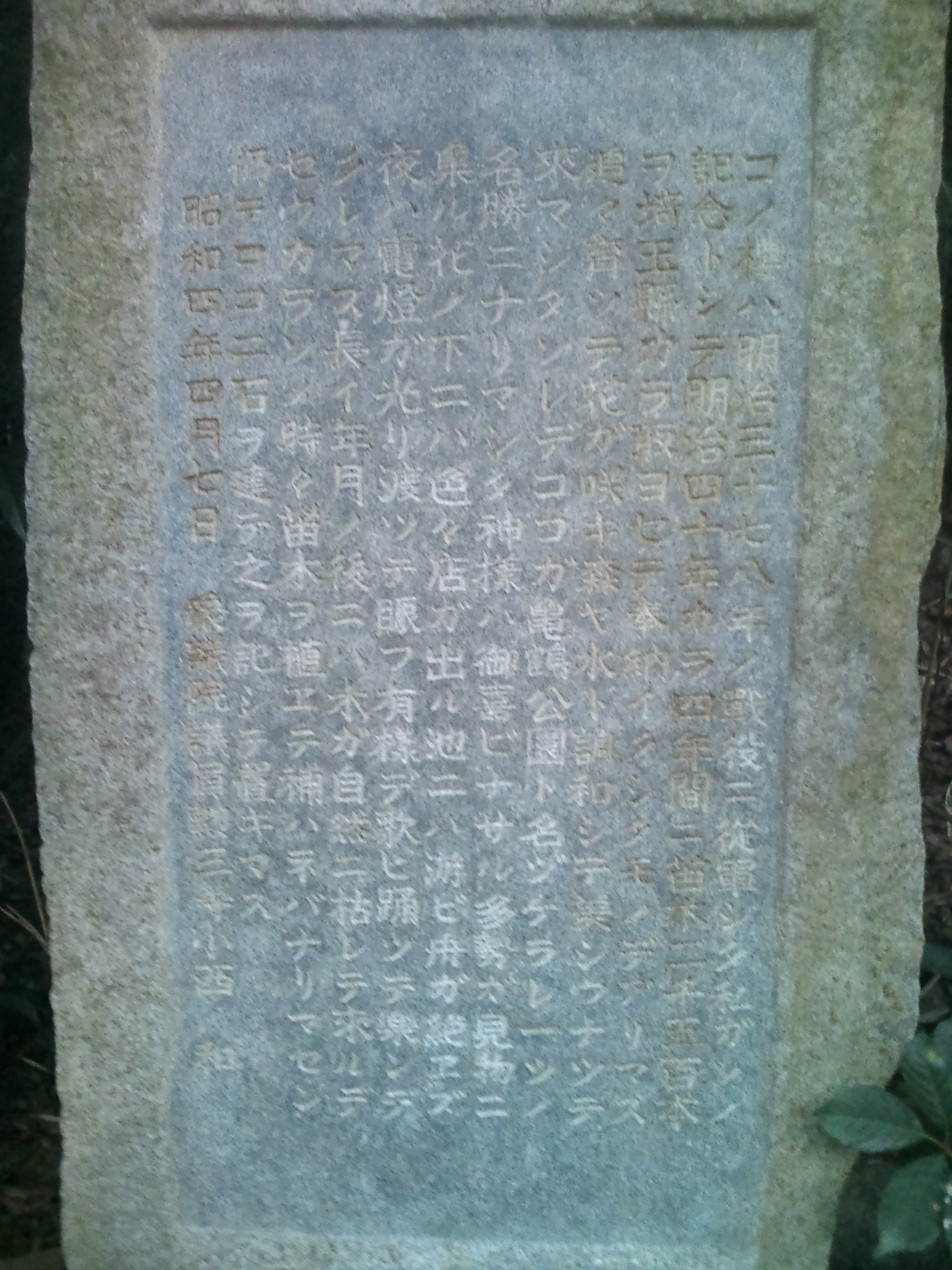
櫻ノ碑（部分拡大）
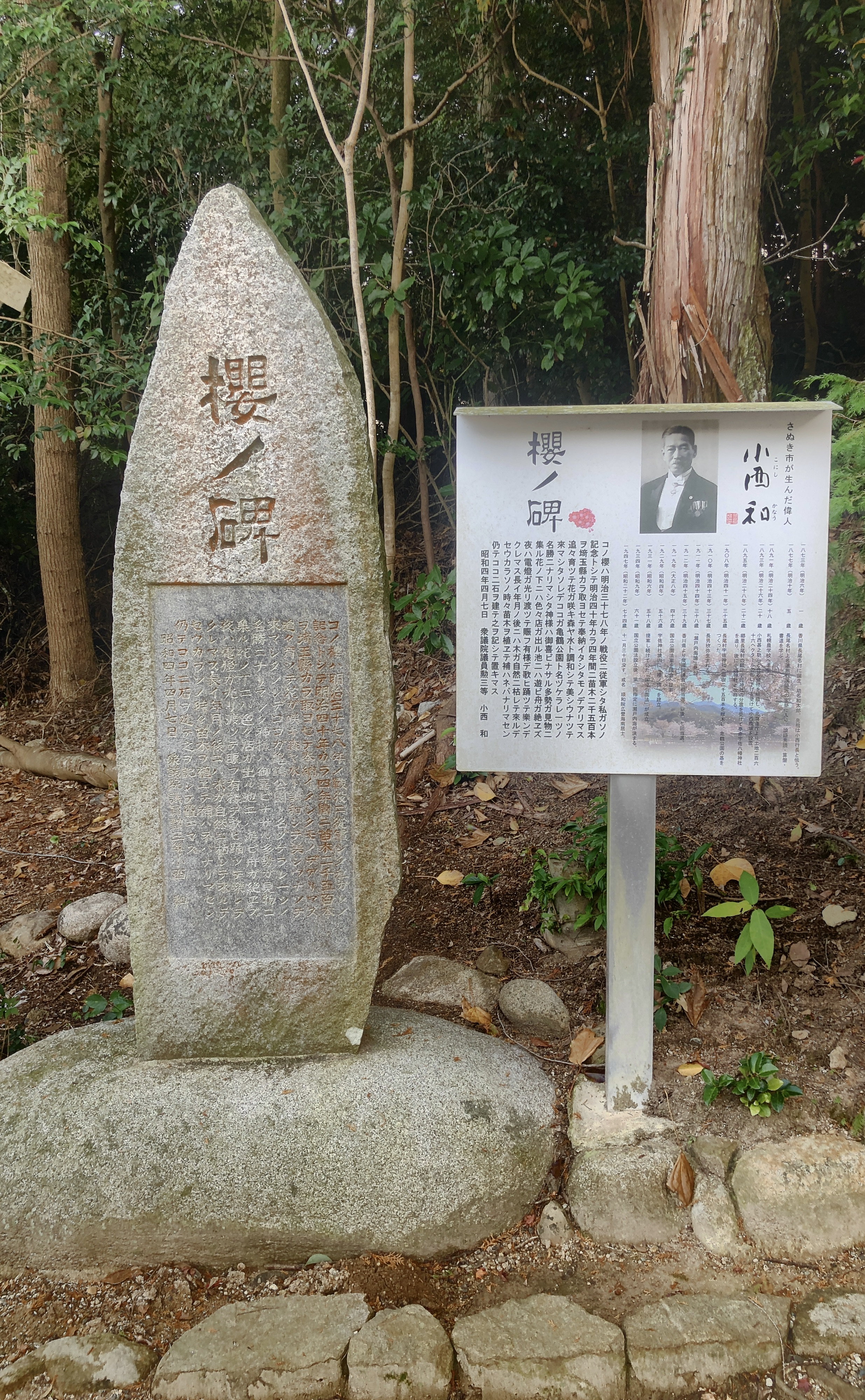
案内板が設置された櫻ノ碑
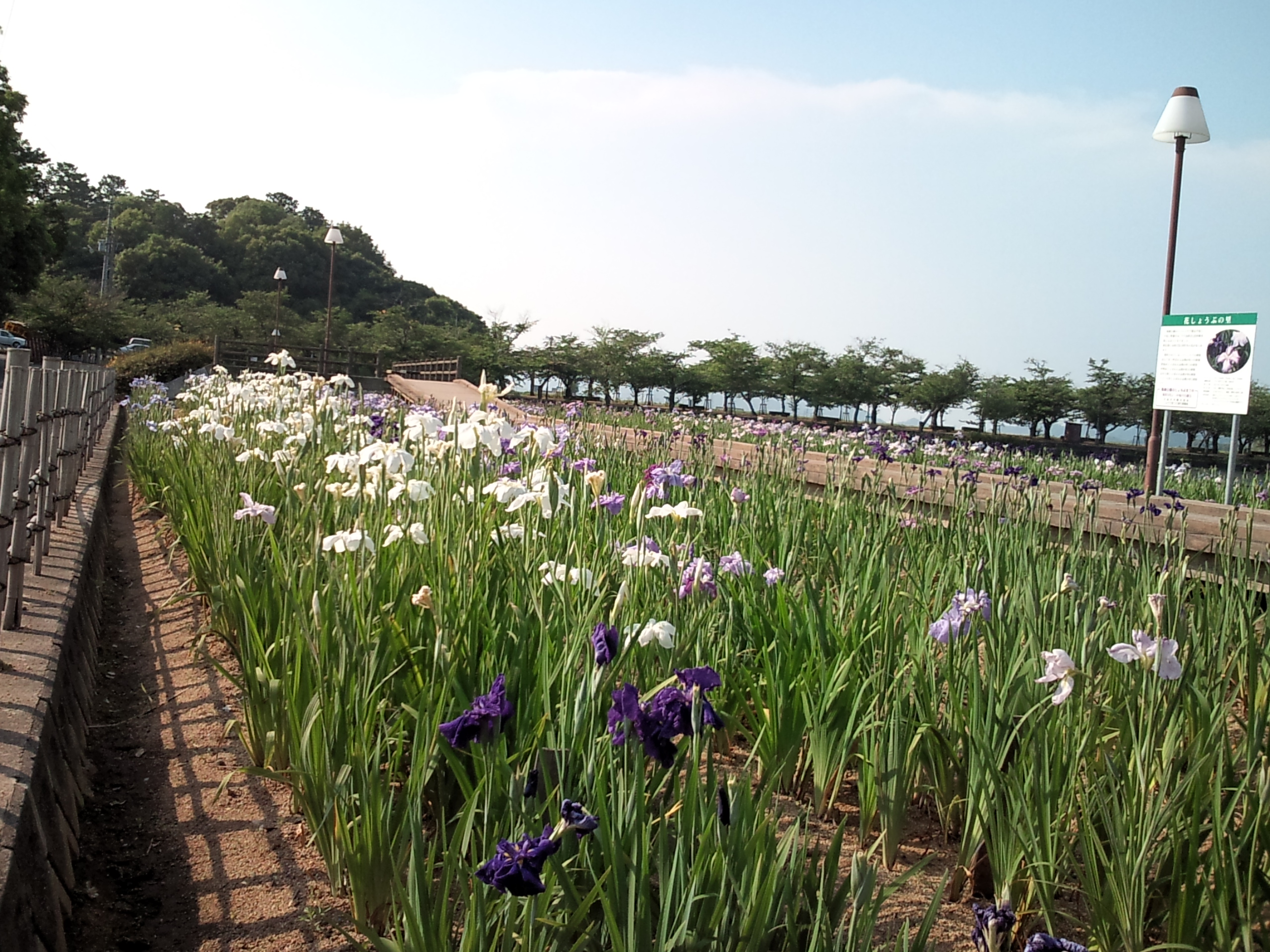
ハナショウブ園（北側）
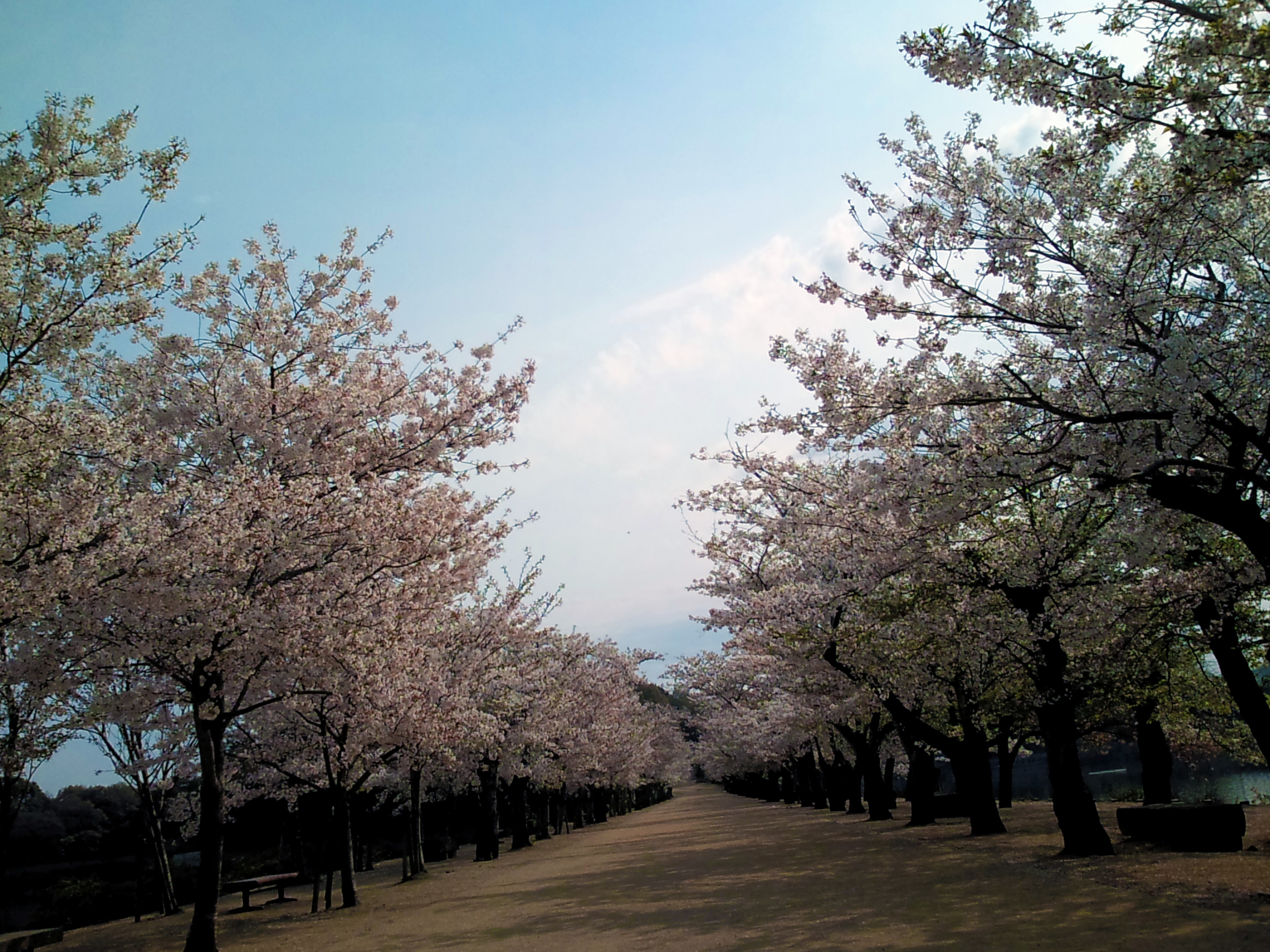
桜並木（2011年4月：東日本大震災によりぼんぼり設置なし）
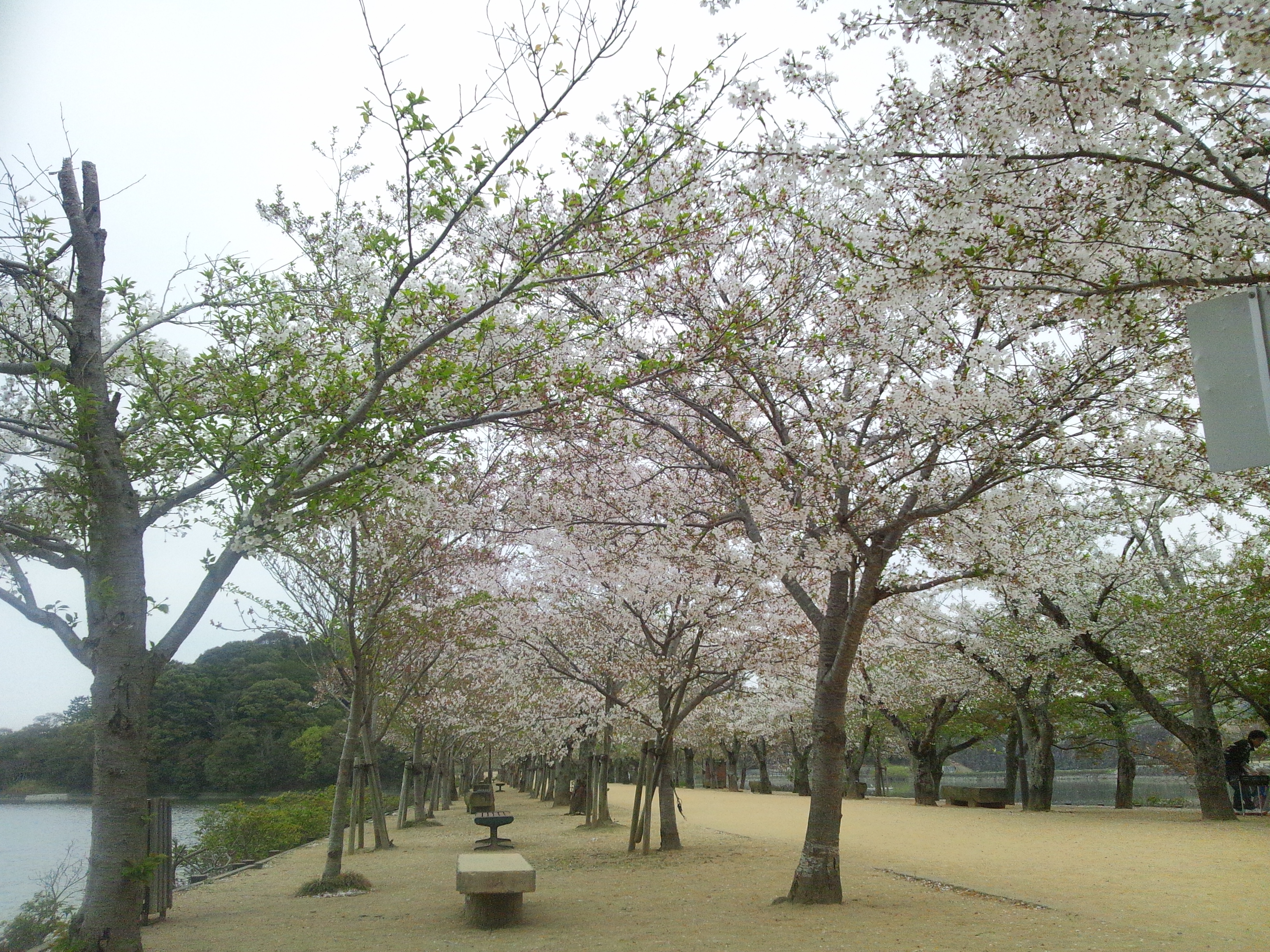
中堤北側。
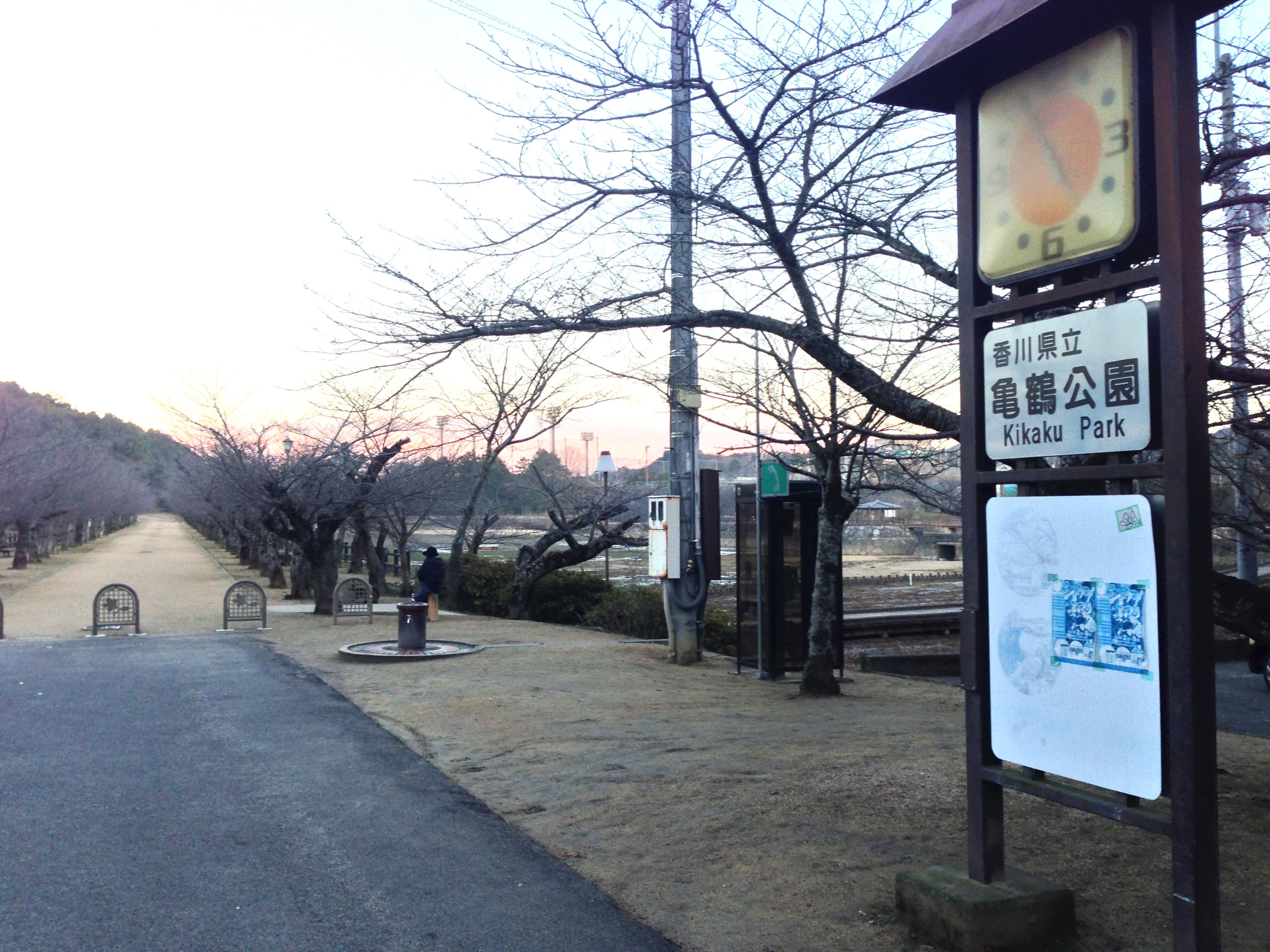
亀鶴公園のプレートと桜並木（冬）。